# Het madeliefje
Het madeliefje is een sprookje van Hans Christian Andersen, het verscheen in 1838.

## Het verhaal
Bij een landhuis naast de bloementuin groeit een madeliefje in het grasveld. Het denkt er niet aan een eenvoudig bloempje te zijn en is tevreden. Hij ziet de leeuwerik en hoort de vogel zingen. Er staan voorname bloemen, pioenen blazen zich op. De tulpen hebben mooie kleuren en weten dit. Maar de leeuwerik gaat naar het madeliefje en kust de bloem. De bloem is in verwarring en de andere bloemen ergeren zich. Een meisje met een mes snijdt de bloemen af en het madeliefje ziet dit, het bloempje is blij onopvallend in het gras te staan. 
De leeuwerik is de volgende dag gevangen in een kooi en het madeliefje wil de vogel helpen. Een jongen haalt een graszode voor de leeuwerik en het madeliefje komt met deze graszode mee. De vogel heeft geen water in de kooi, enkel de graszode. De leeuwrik ziet het madeliefje en ruikt de geur. Het bloempje kan 's nachts niet zijn blaadjes vouwen, hij wil de vogel niet alleen laten. Het madeliefje buigt zich ziek ter aarde. De volgende ochtend ontdekt een jongen dat de vogel dood is. De vogel krijgt een mooie begrafenis met veel tranen. De graszode wordt op de weg in het stof gegooid, niemand denkt aan het bloempje dat het vogeltje had willen troosten.